# Popular 1 Magazine
Rock and Roll Popular 1 Magazine è un periodico musicale spagnolo, fondato a Barcellona nel 1973. Pubblicato con cadenza mensile, è uno dei magazine più vecchi d'Europa.

## Storia
Popular 1 venne fondato nel 1973 da José Luis Martín Frías (noto come Martin J. Louis) e da sua moglie Bertha M. Yebra. Nel contesto della dittatura franchista, la musica rock era un qualcosa di proibito dallo Stato, e il magazine fu pertanto un riferimento musicale importante, coprendo i tour internazionali di artisti quali Pink Floyd, Lou Reed o Queen e il successo di cantanti spagnoli come Nino Bravo.
Negli anni ottanta star del pop ispanico, come Alaska e Loquillo, lavorarono per la rivista, così come nel corso del tempo i giornalisti Jordi Sierra i Fabra, Julían Ruíz e Mariano Muniesa. Negli anni novanta Popular 1 si occupò della scena Grunge e delle carriere dei gruppi Guns N' Roses, Mötley Crüe e Jane's Addiction. Also Kiss, since their reunion in 1996, had appear in the front cover of the magazine regularly.